# نيلز دال
نيلز دال هو نبال دنماركي، ولد في 3 أكتوبر 1984.

## وصلات خارجية
- نيلز دال على موقع أوليمبيديا (الإنجليزية)